# Ixora sumbawensis
Ixora sumbawensis är en måreväxtart som beskrevs av Cornelis Eliza Bertus Bremekamp. Ixora sumbawensis ingår i släktet Ixora och familjen måreväxter. Inga underarter finns listade i Catalogue of Life.